# Таннер-Ричардс, Эмили София
Эмили София Таннер-Ричардс (англ. Emily Sophia Tanner Richards; 13 мая 1850, Little Cottonwood Creek Valley, Юта — 19 августа 1929) — американская суфражистка, ключевая фигура в основании Суфражистской женской ассоциации штата Юта.

## Биография
Эмили София Таннер родилась в местности Коттонвуд в Солт-Лейк-Сити в семье Рэйчел и Натана Таннер и была внучкой Джона Таннера. В шесть лет она переехала в Солт-Лейк-Валли, чтобы ходить в школу. В восемнадцать лет Эмили Таннер вышла замуж за своего одноклассника Франклина С. Ричардса, который позже стал ведущим адвокатом Церкви Иисуса Христа Святых последних дней. В следующем году молодая пара переехала в Огден, чтобы остаться с семьей Ричардса. Эмили Ричардс воспитала пятерых детей.
В 1882 году Эмили и Франклин Ричардс вместе со своими детьми переехали в Вашингтон, округ Колумбия, чтобы Франклин Ричардс мог лоббировать в Конгрессе США статус штата Юта.
Находясь в округе Колумбия, Ричардс встретилась со многими суфражистскими лидерами. В 1886 году Ричардс вместе с Жозефиной Р. Уэст, Эммелин Б. Уэллс и Эллен Б. Фергюсон подарили мемориал женщинам Юты президенту Гроверу Кливленду, чтобы уменьшить антимормонские настроения. В следующем году Акт Эдмундса-Такера лишил женщин Юты избирательных прав.
В 1888 году Эмили Ричардс попросила разрешения у руководства Церкви Иисуса Христа Святых последних дней создать в штате Юта отделение Национальной женской суфражистской ассоциации. Церковь Иисуса Христа поддержала её предложение, и ассоциация была официально организована 10 января 1889 года. Ричардс стала государственным организатором, служа под руководством Маргарет Н. Кейн, которая была президентом ассоциации штата Юта. Ричардс продолжала создавать множество местных ассоциаций суфражисток по всей Юте, и эти местные ассоциации сыграли важную роль в предоставлении избирательных прав женщинам в Конституции штата Юта 1895 года.
Как ведущая суфражистка штата Юта, Ричардс была приглашена на Всемирную Колумбову выставку в Чикаго в 1893 году. 19 мая 1893 года она выступила на Всемирном конгрессе представительных женщин с речью, озаглавленной «Правовой и политический статус женщины в Юте». Её речь была настолько хорошо принята, что была включена в официальную публикацию Всемирного конгресса представительных женщин. На Всемирной Колумбовой выставке Ричардс также выступала в женском отделении Всемирного парламента религий. Её успех на Всемирной Колумбийской выставке позволил ей представлять женщин Юты на других мероприятиях: в Сан-Франциско (1894 г.), Атланте (1895 г.) и Омахе (1898 г.).
В 1896 году она была альтернативным делегатом Национального съезда Демократической партии штата Юта. В 1920 году Ричардс также участвовала в организации отделения Лиги женщин-избирательниц в Юте.
В то время многие члены Церкви Иисуса Христа Святых последних дней практиковали многоженство, но Ричардсы оставались моногамными. Ричардс стала представителем Юты и её женщин, выступая от имени Церкви Иисуса Христа Святых последних дней. Она была публичным лицом церкви СПД, в то время как религиозная организация переходила «от полигамии к моногамии и ассимиляции».
В Церкви Иисуса Христа Святых последних дней Ричардс служила членом Генерального совета Общества милосердия.

## Публикации
- The legal and political status of Woman in Utah, 1894.
- The Republican catechism, criticised and amended for the benefit of the women of Utah to whom it is respectfully presented, 1896.